# Покровська Алла Борисівна
Алла Борисівна Покровська (18 вересня 1937, Москва, РРФСР, СРСР — 25 червня 2019, там же) — радянська і російська актриса театру і кіно, театральний режисер. Народна артистка РРФСР (1985). Педагог Школи-студії МХАТ, професор (1988). Дружина актора і режисера Олега Єфремова, мати актора Михайла Єфремова.

## Біографія
Алла Покровська народилася 18 вересня 1937 року в Москві в творчій родині. Її батько — знаменитий оперний режисер, народний артист СРСР Борис Покровський
Алла Покровська по материнській лінії була правнучкою видатного просвітителя і гуманіста В. Я. Яковлєва.
Алла з дитинства мріяла стати актрисою, але батьки були проти. Тому вона вступила на філологічний факультет Московського педагогічного інституту, але, провчившись лише один рік, залишила навчання. Почала займатися в театральному гуртку при московському Будинку вчителя. Завдяки цій підготовці, Алла змогла поступити в Школу-студію МХАТ на курс Віктора Станицина, який закінчила у 1959 році.
Після закінчення навчання була прийнята в трупу Московського театру «Современник», в якому пропрацювала 45 років.
У 1979 році Алла Покровська розпочала педагогічну діяльність. Була професором Школи-студії МХАТ. Викладала на акторському факультеті Школи-студії і в її зарубіжних філіях (Літня школа К. С. Станіславського в Кембриджі, аспірантська програма спільно з Університетом Карнегі — Меллон у Піттсбурзі).
У 2004 році була прийнята в трупу МХТ імені А. П. Чехова. Тривалий час продовжувала творчу співпрацю з театром «Современник».
Всього знялася в 47 роботах в радянському і російському кінематографі, серед них було кілька культових фільмів, а також кілька телесеріалів.
У березні 2014 року разом із сином Михайлом Єфремовим висловила свою незгоду з політикою російської влади в Криму.

### Хвороба і смерть
Останнім часом вона страждала від ряду хвороб, пов'язаних із печінкою, що не дозволяло переливати кров. 11 червня 2019 року вона була доставлена в реанімацію однієї з московських лікарень, де і перебувала під наглядом спеціалістів.
25 червня 2019 року Алла Покровська померла на 82-му році життя від зараження крові.
27 червня в МХТ імені Чехова пройшла громадянська панахида. Попрощатися з Покровської прийшли голова Спілки театральних діячів Олександр Калягін, ректор школи-студії МХАТ Ігор Золотовицький, художній керівник МХТ імені Чехова, Сергій Женовач, художній керівник Театру Пушкіна Євген Писарєв, актори Євген Миронов, Володимир Машков, режисер Кирило Серебренніков, актриса Лія Ахеджакова та багато інших.
Поховали на Троєкуровському кладовищі поруч з матір'ю (ділянка № 5).

### Родина
- Прадід Іван Якович Яковлєв (1848—1930), чуваський просвітитель, православний місіонер, педагог, організатор народних шкіл, творець нового чуваського алфавіту та підручників чуваської та російської мов для чувашів, письменник, перекладач, фольклорист.
- Батько — Борис Олександрович Покровський (1912—2009), оперний режисер, народний артист СРСР.
- Мати — Ганна Олексіївна Некрасова (1913—2003), режисер Російського академічного молодіжного театру, народна артистка Росії.
- Чоловік — Олег Миколайович Єфремов (1927—2000), радянський і російський театральний режисер, актор, педагог, театральний діяч, один з засновників театру Современник. Народний артист СРСР (1976).
- Син — Михайло (нар. 1963), радянський і російський актор театру і кіно, заслужений артист Російської Федерації (1995)[5].
- Онуки — Микита (нар. 1988), актор Московського театру «Современник», Микола (нар. 1991), актор, грав у телесеріалі «Біла гвардія», Борис (нар. 2010); внучки — Анна Марія (нар. 2000), Віра (нар. 2005), Надія (нар. 2007).

## Творчість

### Акторські роботи в театрах

#### Московський театр «Современник»
1. 1959 — «П'ять вечорів (п'єса)» (О. М. Володін) — Зоя
2. 1960 — «Голий король» (Е. Шварц) —  Фрейліна
3. 1960 — «Третє бажання» (В. Блажек) —  його друзі
4. 1961 — «Вічно живі» (В. Розов) —  Вероніка
5. 1961 — «Друг дитинства» (М. Львівський) —  Майя
6. 1961 — «Четвертий» (К. Симонов) —  жінка, на якій Він одружився
7. 1962 — «За московським часом» (Л. Зорін) —  Тоня
8. 1962 — «Старша сестра» (А. Володін) —  Ліда
9. 1963 — «Без хреста!» (В. Тендряков) —  Вєнька
10. 1964 — «В день весілля» (В. Розов) —  Рита
11. 1965 — « Озирнись у гніві » ( Д. Осборн) —  Елісон Портер
12. 1965 — «Завжди у продажу» (В. Аксьонов) —  Елла
13. 1967 — «Традиційний збір» (В. Розов) —  Ліза Хренова
14. 1967 — «Народовольці» ( О. Свободін) —  Софія Перовська
15. 1967 — «Більшовики» (М. Шатров) —  2-а дівчина
16. 1968 — «На дні» (М. Горький) —  Наташа
17. 1969 — «Смак черешні» (А. Осецької) —  жінка
18. 1970 — «З вечора до полудня» (В. Розов) —  сестра Кіма
19. 1971 — «Свій острів» (Р. Каугвер) —  Хелью
20. 1971 — «Валентин і Валентина» (М. Рощин) —  мати Валентини
21. 1973 — «Сходження на Фудзіяму» ( Ч. Айтматов,  К. Мухаметжанов) —  Алмагуль
22. 1973 — «Погода на завтра» (М. Шатров) —  Уралова
23. 1975 — «Ешелон» (М. Рощин) —  Маша
24. 1977 — «Фантазії Фарят*єва» (А. Соколова) —  Олександра
25. 1977 — «Зворотній зв'язок» (А. Гельман) —  Вязникова
26. 1978 — «Генріх IV» (Л. Піранделло) —  маркіза
27. 1980 — «Поспішайте робити добро» (М. Рощин) —  Зоя
28. 1983 — «Східна трибуна» (А. Галин) —  Шура Подрезова
29. 1987 — «Стіна» (А. Галин) —  Софія Андріївна
30. 1989 — «Крутий маршрут» (Е. Гінзбург) —  Дерковская
31. 1989 — «Привиди» (Г. Ібсен) —  Фру Алвинг
32. 1995 — « Віндзорські насмішниці» (У. Шекспір) — Місіс Пейдж
33. 1998 — «Акомпаніатор» (А. Галин) —  Жанна Болотова

#### МХТ імені Чехова
- 2004 — «Зображуючи жертву» ( Брати Преснякови) —  жінка в кімоно
- 2004 — « Міщани» ( М. Горький) —  Килина Іванівна
- 2005 — « Господа Головльови» ( М. Є. Салтиков-Щедрін) —  Аріна Петрівна Головльова
- 2009 — «Подих життя» (Девід Хейр) —  Мадлен Палмер
- 2011 — «Дім» (Гришковець Євген Валерійович ) —  Валентина Миколаївна, мама Олі

### Режисерські роботи в театрах
- 2000 — «Бабине царство» (А. Чехов, С. Арсентьев) —  МХТ ім. А. П. Чехова
- 2002 — «Ромео і Джульєтта» (В. Шекспір) — Московський драматичний театр імені О. С. Пушкіна
- 2008 — «Косметика ворога» — Московський драматичний театр імені О. С. Пушкіна
- 2012 — «Не все котові масляна» (фільм-спектакль) -

### Фільмографія
1. 1965 —  Будується міст —  Ольга Перова
2. 1966 — Липневий дощ —  Леля Курихіна
3. 1969 —  Свій —  Тетяна Василівна Сергєєва
4. 1969 —  Туга — #  1974 — Вибір мети —  Таня
5. 1974 — Свій острів — #  1975 — Щоденник директора школи —  Ліда
6. 1975 — Слідство ведуть ЗнаТоКи. Удар у відповідь —  Марія Бах
7. 1975 — Таке коротке довге життя —  Маргарита Карлівна
8. 1976 — Денний поїзд —  Інга
9. 1976 — Сімейна мелодрама —  вчителька літератури
10. 1976 — Степовий король Лір (фільм-спектакль) — #  1976 — Пригощаю горобиною — #  1978 —  Однофамілець —  Валентина Львівна (Аля) Лазарева
11. 1979 —  Активна зона —  Ольга Вікторівна Серебровська
12. 1980 — Будинок біля кільцевої дороги —  Любов Володимирівна
13. 1980 — Кодова назва «Південний грім» —  майор контррозвідки Зінаїда Іванівна Чумакова
14. 1980 —  Полювання на лисиць —  Ольга Сергіївна
15. 1982 — Поспішайте робити добро —  Зоя
16. 1984 — Третій у п'ятому ряду —  Віра Матвіївна
17. 1985 — Чужий дзвінок —  мати Наталії
18. 1987 — І знову Крижевський —  Маргарита
19. 1988 — Автопортрет невідомого —  мати Рябова
20. 2001 — Не покидай мене, любов (серіал) —  Кіра Петрівна
21. 2004 —  12 стільців — #  2006 —  Господа Головльови (фільм-спектакль) — #  2008 — Гальмівний шлях (серіал) —  Анна Юріївна
22. 2008 —  Крутий маршрут (фільм-спектакль) — #  2009 — Черчілль —  Зоя Олександрівна Редько
23. 2011 — Висоцький. Спасибі, що живий —  мати Висоцького

## Визнання

### Державні нагороди та звання
- 1974 — почесне звання «Заслужений артист РРФСР» — за заслуги в галузі радянського театрального мистецтва[6].
- 1985 — почесне звання «Народний артист РРФСР» — за заслуги в галузі радянського театрального мистецтва[7].
- 1998 — кавалер ордена Дружби — за багаторічну плідну діяльність у галузі театрального мистецтва та у зв'язку зі 100-річчям Московського художнього академічного театру[8].
- 2008 — кавалер ордена Пошани — за заслуги в розвитку вітчизняної культури і мистецтва, багаторічну плідну діяльність[9].

### Громадські нагороди та премії
- 1998 — лауреат премії К. С. Станіславського у номінації «Театральна педагогіка. За виховання нового покоління акторів»[1].
- 2003 — лауреат премії Москви в галузі літератури і мистецтва в номінації «Просвітницька діяльність» — за збереження і примноження традицій російської театральної педагогіки[10]
- 2004 — лауреат театральної премії «Чайка» в номінації «Кращий акторський дует» (з актором Андрієм Мягковим) — за виконання ролі Килини Іванівни у виставі «Міщани» за п'єсою М.Горького «Міщани» режисера Кирила Серебреннікова[11].